# Huis te Woude
Het Huis te Woude was een kasteel in het Nederlandse dorp Slikkerveer, provincie Zuid-Holland. De voormalige kasteellocatie is een rijksmonument.

## Geschiedenis
Waarschijnlijk is Willem van der Woude in 1371 of 1372 begonnen met de bouw van het kasteel. Hij had sinds 1354 al diverse goederen in de Riederwaard in leen van de heren Van Blois. Op 2 februari 1373 werd de Riederwaard echter geteisterd door de Sint-Valentijnsvloed en ook het nog niet voltooide kasteel kwam onder water te staan. De bouwwerkzaamheden werden stilgelegd.
Willem werd opgevolgd door zijn zoon Hugo, die de bezittingen in 1398 naliet aan Willem van Minden. In 1414 erfde diens zoon Jan van Brakel het nog altijd onvoltooide kasteel, dat al die tijd waarschijnlijk was bewoond door een huisbewaker en zijn vrouw. Jan hervatte in 1418 de bouwwerkzaamheden, maar daar kwam al snel weer een einde aan: nog datzelfde jaar werden de kasteelmuren door de Hoekse partij omver getrokken. Drie jaar later werden de laatste restanten van het slot met klei en slib overspoeld bij de Sint-Elisabethsvloed.
Nog in de 16e eeuw zouden er fundamenten zichtbaar zijn geweest. De Dortse schout Jacob Muys van Holy liet in de 2e helft van de 16e eeuw op die plek een stenen toren bouwen.

### Opgravingen
In de 20e eeuw diende de voormalige kasteellocatie als groentetuin voor de bewoners van het naastgelegen pand. De tuin bleek vol stenen en puin te liggen en was daardoor nauwelijks bruikbaar. De oudheidkundige vereniging van Ridderkerk vermoedde dat het om de locatie van Huis te Woude kon gaan en schakelde de gemeente Rotterdam in. Dit leidde in de jaren 1968-1969 tot opgravingen en consolidatie van de fundamenten onder leiding van de oudheidkundige afdeling van de gemeente. Hierbij werden een waterput, een afvalput, daktegels, fundamenten en de omgetrokken muren van het Huis te Woude aan het licht gebracht, evenals diverse gebruiksvoorwerpen als aardewerken kannen. Ook de slotgracht werd teruggevonden.
Rond 2011 werden de restanten van het kasteel gerestaureerd. Zowel de fundering als de gevels hadden last van scheurvorming; ook was de ruïne door vandalisme beschadigd geraakt.

## Beschrijving
Het Huis te Woude was een omgracht rechthoekig kasteel van ruim 19 bij 15 meter groot. De slotgracht had een breedte van 18 meter.
Het door spleetvensters verlichte souterrain van het kasteel was in de lengterichting door een muur in tweeën verdeeld: mogelijk was deze muur bedoeld ter ondersteuning van de twee of drie geplande bouwlagen boven het souterrain, of gaf de muur de scheiding aan tussen een hoger en een lager bouwdeel. Boven het souterrain lag de woonverdieping met een schouw, op de tweede verdieping waren waarschijnlijk de slaapvertrekken. De muren hadden een dikte van 50 tot 65 centimeter, wat aan de dunne kant is voor een verdedigbaar kasteel: het is daardoor aannemelijk dat Huis te Woude vooral een woonfunctie was toebedacht.
De opgegraven fundamenten zijn na de opgravingen in 1968-1969 geconsolideerd en deels met nieuw metselwerk verhoogd, zodat ze zichtbaar zijn in het landschap.

## Afbeeldingen

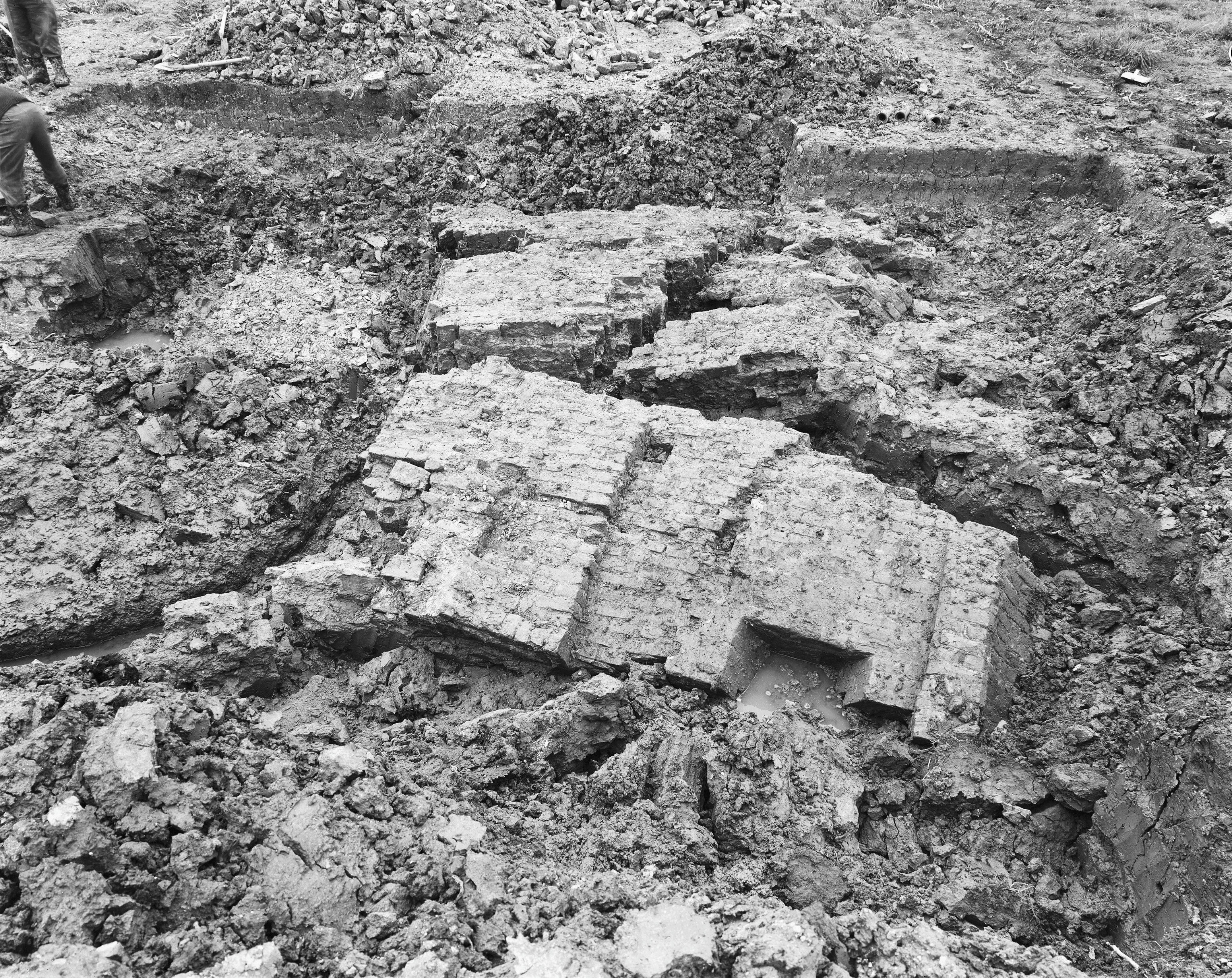
Een van de in 1418 omver getrokken muren, liggend in de voormalige gracht (mei 1969)
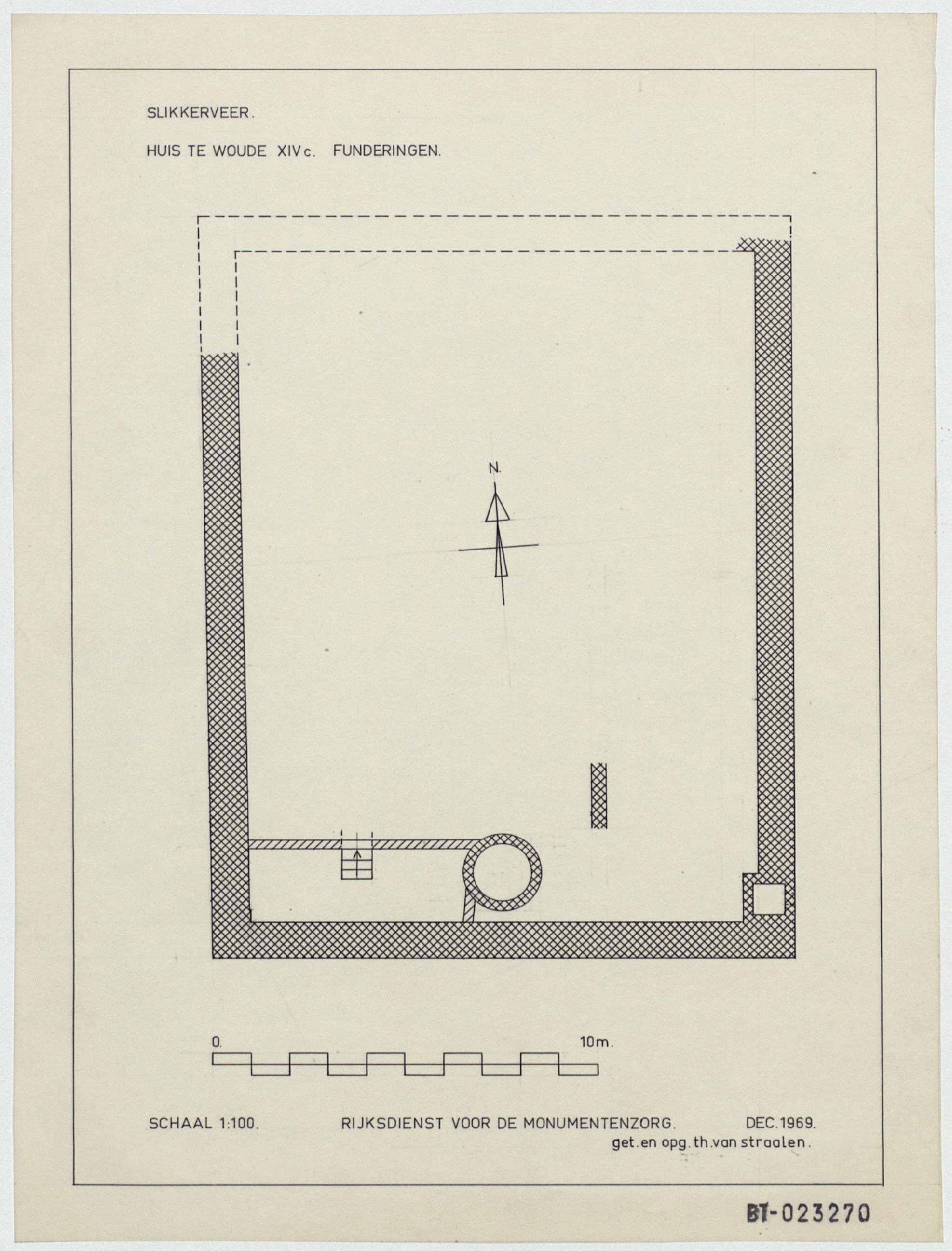
De funderingen van het Huis te Woude
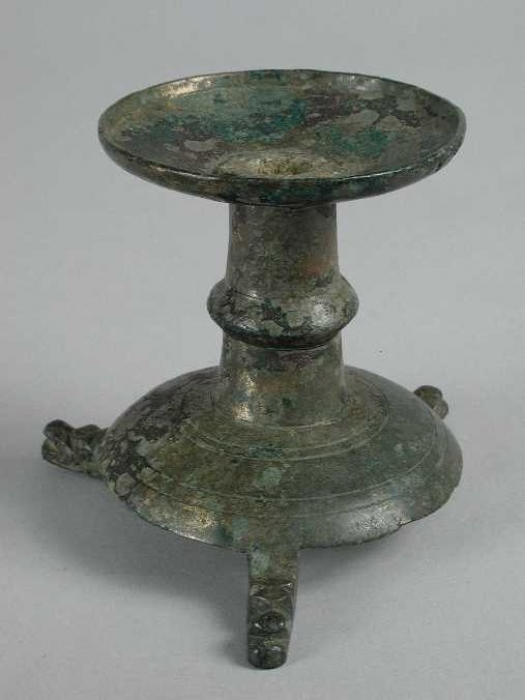
Bronzen kandelaar uit 1376, gevonden in het Huis te Woude
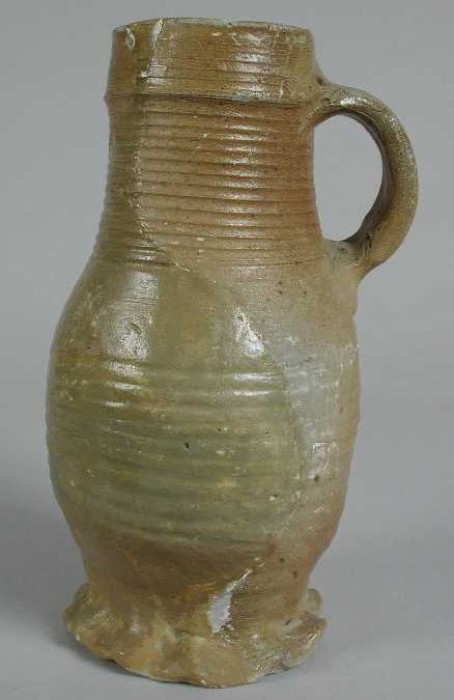
Steengoed drinkkan op geknepen voet met zoutglazuur, uit de periode 1350-1375
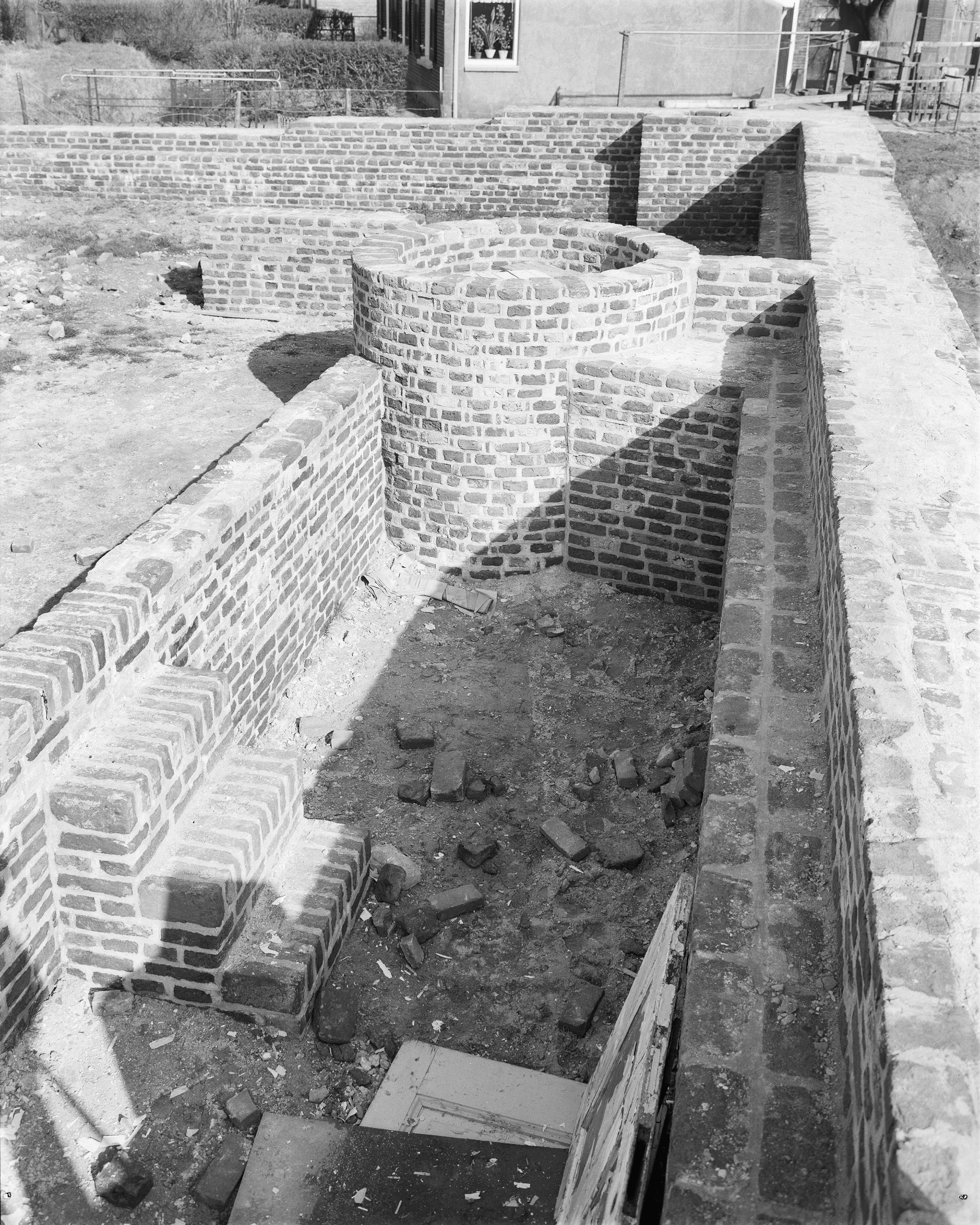
Geconsolideerde en herstelde muren van het Huis te Woude in maart 1971

Abbenbroek · Abspoel · Adegeest · Slot Alkemade ·  Altena · Arkelsburg · Bellesteyn · Huis ten Berghe · Binckhorst · Binnenhof · Blijdestein · Te Blotinghe · Boekenburg · Boekhorst · Boshuysen · Bulgersteyn · Burcht (Leiden) · Burcht (Voorne) · Slot Capelle · Coebel · Cranenburg · Crayestein · Cronesteyn · Crooswijk · Develstein · 't Huys Dever · Dirks Steenhuis · Ter Does · Duivenstein · Duivenvoorde · Endegeest · Endepoel · Foreest · Giessenburg · Gravensteen · Groot Haesebroek · 's Heeraartsberg · Hof van Wateringen · Holy · Slot Honingen · Kasteel van de Heren van Arkel · Kasteel van Gouda · Keenenburg · Kasteel Keukenhof · Klein Poelgeest · Huis te Langerak · Langestein · Huis te Liesveld · Ter Lips · De Loo · Madeburcht · Marenburch · Meerburg · Huis te Merwede · Huis ter Mey · Kasteel van der Meye · Niemandsvriend · Noordeloos · Oud-Berendrecht · Oud-Poelgeest · Oud Teylingen · Paddenpoel · Persijn · Groot Poelgeest · Hof van Putten · Puttensteyn · Landgoed De Raephorst · Kasteel Ravesteyn · Kasteel van Rhoon · Rijnegom · Rijnenburg · Huis te Riviere · Rodenburg · Hofstad Rodenrijs · Rodenrijs · Rosenburgh · Huis Roucoop · Santhorst · Schelluinderberg · Schonenburg · Kasteel van Schoonhoven · Souburgh · Spangen · Starrenburg · Huis ter Specke · Steenvoorde · Stenevelt · Slot Teylingen · Den Toll · Torenvliet · Slot Valckesteyn · Huis ter Waard · Warmont · Ter Weer · Hof van Wena · Kasteel Westerbeek · Huis te Woude · Kasteel van IJsselmonde · 't Zand · Huis Zevender · Kasteel aan de Zevender · Zijlhof · Zonneveld · Huis Zuidwijk · Zwieten